# サンダーベイ地区
サンダーベイ地区（サンダーベイちく、英: Thunder Bay District）は、カナダのオンタリオ州北部に位置する地方行政区のひとつ。オンタリオ州北部の他の地区と同様に、行政は直接、州政府及び各市町村によって行われている。

## 歴史
1871年にアルゴマ地区の西半分が分割され設立された。
- サンダーベイ地区に属していた地区[2]
  - レイニーリバー地区（現在のケノーラ地区を含む） - （1885年）
  - コクレーン地区 - （1921年）

（*括弧内は同地区より分割された年度）

## 主な都市

### 市
- サンダーベイ （Thunder Bay）：同地区の総人口のおよそ80%がサンダーベイ市に集中している。

### 町
- グリーンストン（Greenstone）
- マラソン（Marathon）：金、銅、白金族金属が採掘されている[3]。

など

### ファースト・ネーション
17ヶ所のファースト・ネーション居住区がある。